# Zalešany
Zalešany település Csehországban, a Kolíni járásban. Zalešany Svojšice, Žabonosy, Třebovle, Plaňany és Klášterní Skalice településekkel határos. Lakosainak száma 113 fő (2024. január 1.).

## Népesség
A település lakosságának változását az alábbi diagram mutatja:
| Lakosok száma | 425  | 524  | 506  | 380  | 192  | 104  | 98   | 103  | 120  | 113  |
|               | 1869 | 1890 | 1921 | 1950 | 1980 | 2001 | 2017 | 2019 | 2022 | 2024 |